# Maggie MacNeal
Maggie MacNeal, nata Sjoukje Lucie van't Spijker (Tilburg, 5 maggio 1950), è una cantante olandese che faceva parte del duo Mouth & MacNeal.
Con il duo portò al successo internazionale canzoni come How Do You Do? (1972), Hello-A (1972) e I See A Star (1974) che si classificò terza all'Eurovision Song Contest 1974. Lo stesso anno partecipano al Festival di Sanremo con "Ah! L'amore".
Dopo lo scioglimento del duo la sua carriera continuò come solista partecipando all'Eurovision Song Contest 1980 con "Amsterdam" che si classifica quinta.

## Discografia (Album)
- Maggie MacNeal (1976)
- Fools Together (1977)
- Nighttime (1979)
- Amsterdam (1980)
- When You're Gone (1981)
- Leuk Voor Later (1989)